# Miren Elgarresta
Miren Elgarresta Larrabide ( Zumárraga (Guipúzcoa), 1 de abril de 1965 ) es la actual directora del Emakunde-Instituto Vasco de la Mujer.  Licenciada en veterinaria, ha consolidado su carrera profesional trabajando como técnica en varias empresas relacionadas con el sector primario. En 2015 fue nombrada directora autonómica de Igualdad en la Diputación Foral de Guipúzcoa, adscrito al departamento del diputado jefe Markel Olano. Incluso después de la legislatura 2015-2019, continuó en ese cargo desde 2019, hasta 2022. Es miembro del PNV, exconcejal en Oñate y Anzuola.

## Trayectoria
En 1983 comenzó sus estudios de veterinaria en la Universidad de Zaragoza, y se licenció en 1989. Además de esta titulación, es diplomada en Estudios Vascos y ha cursado un máster en educación secundaria.
De 1989 a 2004 trabajó como técnica en la Cooperativa Lurgintza Nekazal, asesorando a ganaderas y ganaderos. Entre 1997 y 2004 fue técnica veterinaria y docente en la Escuela de Pastores. En 2001 participó en la creación de la asociación Artzain Mundua, y más tarde fue su coordinadora. Desde 2004 trabajó en la cooperativa Abelur, ejerciendo como consultora-técnica de explotaciones ganaderas, hasta 2009. Luego se pasó al ámbito medioambiental, y de 2009 a 2015 trabajó como técnica de proyectos medioambientales en el Parketxea de Arantzazu.
Inició su carrera política en 2007, integrándose en el PNV de Oñate. En las elecciones municipales de 2011 se presentó en la lista del PNV, y en 2015 fue alcaldesa por el partido. En 2015 fue nombrada directora del Órgano para la Igualdad de Mujeres y Hombres de la Diputación Foral de Guipúzcoa. En este cargo, puso en marcha (Aurre!), el primer plan provincial para combatir la violencia contra las mujeres. También ha sido miembro del jurado del Premio Emakunde a la Igualdad, así como suplente de la Junta Directiva de Emakunde y suplente del Comité Directivo Interinstitucional para la Igualdad de Mujeres y Hombres.
En octubre de 2022, el Consejo de Gobierno del Gobierno Vasco nombró a Elgarresta directora de la Fundación, en sustitución de Izaskun Landaida .

## Vida personal
A pesar de ser de Zumárraga, vive en Oñate desde los 29 años. Está casada y tiene dos hijos. Habla euskera, castellano y francés. Le gusta la montaña, el cine y la lectura.

## Elecciones
| Elecciones municipales 2011           |  | PNV | Oñate   | 10.ª (De 17) | No elegida |
| Elecciones autonómicas 2015           |  | PNV | Oñate   | 1.ª (De 17)  | Electa     |
| Elecciones municipales y forales 2019 |  | PNV | Anzuola | 3.ª (De 11)  | Electa     |
| 1.                                    |  |     |         |              |            |